# Paphiopedilum powellii
Paphiopedilum powellii là một loài thực vật có hoa trong họ Lan. Loài này được Christenson mô tả khoa học đầu tiên năm 1996.